# École d'ingénieurs de l'université de Toulon
 (septembre 2018).
L'École d'ingénieurs de l'université de Toulon  (SeaTech) est l'une des 204 écoles d'ingénieurs françaises accréditées au 1er septembre 2020 à délivrer un diplôme d'ingénieur. Elle a été fondée en 2014 par la fusion de l'Institut des Sciences de l'Ingénieur de Toulon et du Var (ISITV) et de Supméca Toulon.
L'école est située à La Garde (Var), sur le campus de l'Université de Toulon.
Elle forme des ingénieurs généralistes pour le domaine des sciences et technologies marines. Elle recrute principalement ses élèves-ingénieurs après une classe préparatoire aux grandes écoles sur le concours commun des instituts nationaux polytechniques (CCINP).
Depuis sa création, elle appartient au réseau Polyméca.
Elle est école partenaire de l'école Grenoble INP du Groupe INP,,.

## Historique
- 1991 : Création de l'Institut des sciences de l'ingénieur de Toulon et du Var (ISITV).
- 1994 : Une antenne de Supmeca s'installe à Toulon.
- 2003 : Création d'une formation d’ingénieurs par apprentissage de spécialité Matériaux au sein de l'ISITV.
- 2010 : Les deux écoles annoncent leur projet de fusion et leur ambition de créer une école tournée vers les sciences et technologies marines.
- 2013 : Un nouveau bâtiment, situé sur le campus de l'université de Toulon, est inauguré.
- 2014 : Fusion de l'ISITV et l'Institut supérieur de mécanique de Paris (Supmeca) Toulon. Première rentrée de l'école d'ingénieurs SeaTech[7] (promotion 2017).
- 2015 : Éric Moreau est élu le premier directeur de SeaTech.
- 2016 : Signature d'une convention de partenariat avec Naval Group et Constructions industrielles de la Méditerranée (CNIM), renforçant ainsi leurs liens dans les domaines de la formation, du recrutement, de la coopération scientifique et technologique, et de la recherche.
- 2017 : Signature de conventions de partenariat avec l'Association régionale Var-Corse des auditeurs de l'Institut des hautes études de Défense nationale (IHEDN)[8] et Sopra Steria. SeaTech devient école partenaire de l'institut polytechnique de Grenoble.
- 2020 : Christophe Avellan est élu directeur par le conseil d'administration. Le président de l'Université de Toulon annule le scrutin, le jugeant entaché de « deux irrégularités » et nomme un administrateur provisoire. L'affaire est portée devant le ministère de l'Éducation[9].

## Formation
L’école délivre des formations d’ingénieurs habilitées par la Commission des Titres d'Ingénieurs dans les domaines suivants : Génie maritime, Matériaux, Mécanique, Robotique, Modélisation, Systèmes et Sciences des données et de l’information.

### Voie de la formation initiale
La formation se déroule sur trois ans avec une approche alliant pluridisciplinarité et spécialisation.
La première année s'appuie sur un tronc commun avec un enseignement général (mathématiques, physique, électronique, informatique, langues, gestion, communication...) assurant les bases de la formation d’ingénieur.
Des modules électifs (deux en deuxième année, un en troisième année) sont à choisir indépendamment du parcours. Ceux-ci offrent une réelle opportunité aux étudiants d'acquérir des savoirs de spécialités (architecture navale, finances de marché, transferts thermiques, développement économique...) et des savoir-faire avancés dans l'utilisation de logiciels (Matlab, LaTeX...). Il existe également un module  "Sécurité-Défense" permettant aux élèves de suivre un enseignement dispensé par des intervenants de l'Association Régionale Var-Corse des Auditeurs de l'IHEDN (AR20) autour des thématiques de la cybersécurité, des systèmes d’armement, de l’intelligence économique et de l’intelligence embarquée. Les élèves ayant suivi ce module sont diplômés par l'AR20.
Des projets d'études à complexité croissante sont à réaliser chaque année, permettant aux étudiants de se confronter à des problématiques industrielles ou de recherche.
Les étudiants réalisent également 3 stages au cours de la formation.

## Admission

### Voie de la formation initiale
Les élèves-ingénieurs sont recrutés deux ans après le baccalauréat, majoritairement après une classe préparatoire scientifique sur Concours Communs Polytechniques (ou via le concours Banque PT) au sein des filières :
- Physique et Sciences de l’Ingénieur (PSI)
- Mathématiques et Physique (MP)
- Physique et Chimie (PC)
- Physique et Technologie (PT)
- Technologie Physique et Chimie (TPC)
- Technologie et Sciences Industrielles (TSI)
- DEUG (L2)
- La Prépa des INP

L'autre voie de recrutement est l'admission sur titre. Elle s'organise sur dossier et entretien pour des candidats provenant d’une filière, classique ou renforcée, en sciences et techniques, de type licence, ATS ou DUT.

#### Cursus préparatoire
Les néo-bacheliers peuvent intégrer la licence renforcée au sein de l'UFR de Sciences et Techniques de l’université de Toulon sur dossier. Il s'agit de 3 licences, au choix avec des cours supplémentaires. Cette licence renforcée peut aussi permettre d'accéder à d'autres écoles d'ingénieur sur dossier.

### Voie de l'apprentissage
Les apprentis sont recrutés après des DUT et BTS de spécialités industrielles dans les disciplines Mécanique, Matériaux, Mesures Physiques ou Chimie.

## Doubles diplômes

### Etablissements français
L'appartenance de l'école au réseau Polyméca offre la possibilité aux élèves d'obtenir un double-diplôme en effectuant une seconde deuxième année et la troisième année dans l'une des écoles du réseau, ou d'effectuer un échange en dernière année (et réciproquement).

### Etablissements étrangers
Des conventions sont signées avec diverses universités étrangères où les élèves passent leur dernière année afin d'obtenir un double-diplôme, ou passent un ou deux semestres en dernière année dans le cadre d'échanges ERASMUS ou BCI :
- Université de Cranfield (Angleterre)
- École Polytechnique de Sao Paulo (Brésil)
- Hochschule Esslingen (Allemagne)
- École nationale supérieure des mines de Rabat (Maroc)
- Université de Sherbrooke (Canada)
- Université Laval (Canada)
- Université du Québec (Canada)
- Polytechnique Montréal (Canada)
- École Polytechnique de Turin (Italie)
- Gdynia Maritime University (Pologne)
- NTNU (Norvège)
- Yıldız Technical University (Turquie)
- Université polytechnique de Catalogne (Espagne)
- University of Science and Technology of Hanoï (Viet Nam)